# Teoria prawdopodobieństwa

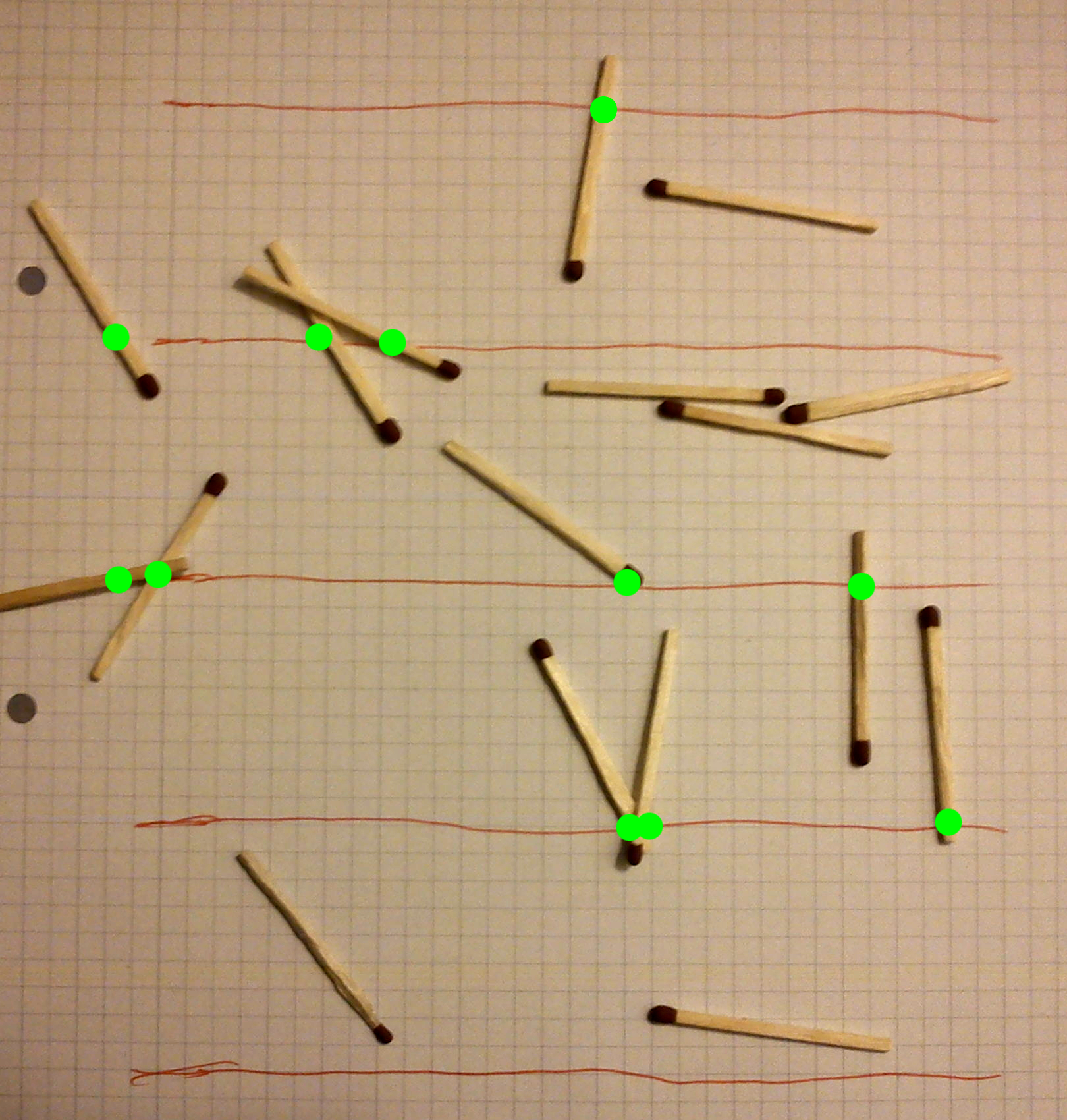
Rozwiązanie problemu igły Buffona pozwoliło przybliżać liczbę pi metodą Monte Carlo

Teoria prawdopodobieństwa, inaczej rachunek prawdopodobieństwa lub probabilistyka – dział matematyki zajmujący się zdarzeniami losowymi. Rachunek prawdopodobieństwa zajmuje się badaniem abstrakcyjnych pojęć matematycznych stworzonych do opisu zjawisk, które nie są deterministyczne: zmiennych losowych w przypadku pojedynczych zdarzeń oraz procesów stochastycznych w przypadku zdarzeń powtarzających się (w czasie). Jako matematyczny fundament statystyki, teoria prawdopodobieństwa odgrywa istotną rolę w sytuacjach, w których konieczna jest analiza dużych zbiorów danych. Jednym z największych osiągnięć fizyki dwudziestego wieku było odkrycie probabilistycznej natury zjawisk fizycznych w skali mikroskopowej, co opisuje mechanika kwantowa.
Matematyczna teoria prawdopodobieństwa sięga swoimi korzeniami do analizy gier losowych podjętej w siedemnastym wieku przez Pierre de Fermata oraz Blaise Pascala. Z tego powodu, początkowo teoria prawdopodobieństwa zajmowała się niemal wyłącznie zjawiskami dyskretnymi i używała metod kombinatorycznych. Zmienne ciągłe zostały wprowadzone do teorii prawdopodobieństwa znacznie później. Za początek stworzenia współczesnej teorii prawdopodobieństwa powszechnie uważa się jej aksjomatyzację, której w 1933 dokonał Andriej Kołmogorow. Współczesna teoria prawdopodobieństwa jest ściśle związana z teorią miary.
Pomimo że wynik pojedynczego rzutu monetą lub kością do gry często z praktycznego punktu widzenia można uważać za nieprzewidywalny, jeżeli eksperyment taki powtórzony zostaje wielokrotnie, mogą pojawić się pewne prawidłowości i wzory statystyczne, które można badać i przewidzieć. Dwa przykłady takich prawidłowości, i kluczowe osiągnięcia rachunku prawdopodobieństwa, to prawo wielkich liczb oraz centralne twierdzenie graniczne.

## Uczeni
- Pierre de Fermat (1601–1665)
- Blaise Pascal (1623–1662)
- Christiaan Huygens (1629–1695)
- Jakob Bernoulli (1654–1705)
- Abraham de Moivre (1667–1754)
- Thomas Bayes (1702–1761)
- Georges-Louis Leclerc de Buffon (1707–1788)
- Pierre Simon de Laplace (1749–1827)
- Carl Friedrich Gauss (1777–1855)
- Siméon Denis Poisson (1781–1840)
- Richard von Mises (1883–1953)
- Andriej Kołmogorow (1903–1987)